# Assassinato do indígena Hariel Paliano Xokleng
O assassinato do indígena Hariel Paliano Xokleng refere-se ao crime ocorrido no Brasil em 27 de abril de 2024 na Terra Indígena (TI) Ibirama La Klaño, mais especificamente na aldeia Kakupli.
O corpo de Hariel foi encontrado distante 300 metros de sua casa, a qual morava com sua mãe e padrasto, na rodovia entre as cidades de Doutor Pedrinho e Itaiópolis. Seu corpo apresentava marcas de espancamento e estava carbonizado.
O assassinato de Hariel se deu em contexto de disputa de território indígena. Foi um crime que aconteceu como parte de sucessivos ataques ao território indígena. No dia 4 do mesmo mês a casa já havia sido atacada a tiros sem ser possível identificar os autores dos disparos.
A TI Indígena Ibirama La Klaño foi o foco da disputa judicial acerca do Marco temporal, o qual foi julgado inconstitucional pelo STF. O assassinato aconteceu enquanto a família de Hariel estava no Acampamento Terra Livre.

## Nota do Conselho Indigenista Missionário
Em nota o Cimi qualificou o assassinato como reflexo da falsa conciliação existente na sociedade brasileira. A entidade alertou sobre a relação entre o assassinato e a aprovação da Lei 14701/2023, a qual institui o Marco Temporal. O Conselho ainda se pronunciou sobre o momento no qual o assassinato foi realizado, a nota afirmava:
| “       | A notícia do assassinato de Hariel apanhou de surpresa e levou muita dor à delegação Xokleng, Kaingang e Guarani que ainda está na estrada, regressando de Brasília, onde os indígenas participaram, durante a semana, do Acampamento Terra Livre (ATL). Enquanto os povos indígenas estão na capital federal mobilizados de forma democrática e legítima em defesa de seus direitos, recebendo da parte do Estado morosidade e palavras traiçoeiras, nos territórios tradicionais a violência é rápida, ideológica e letal. | ” |
| — Cimi, | |   |